# Гнилець
Гнилець — село в Україні, у Звенигородському районі Черкаської області, підпорядковане Моринській сільській раді. Населення 85  чоловік (2019).

## Географія
Село розташоване за 5 км на схід від Моринець та за 11 км на північний захід від селища Вільшани, простягшись з заходу на схід на 2,5 км.
Поверхня сільської території являє собою підвищену полого-хвилясту рівнину, а також значною кількістю ярів та балок. Загальний перепад висот становить близько 65 метрів, більші з яких окреслюються ізогіпсою у 230 м, а менші опускаються до 165 м.
У селі бере початок річка Безіменна.

## Історія
Поселення було засноване на початку XVIII століття, отримавши свою назву від того, що його перші оселі зросли побіч болотистої, гнилої місцини. Подібну версію подає і знаний у минулому краєзнавець Л. Похилевич у своїй відомій праці «Сказання про населені місцевості Київської губернії». Ще у 1741 році Гнилець залишався невеликим поселенням в якому нараховувалося лише 20 дворів, а його жителі були причислені до парафії села Моринці. Вже того ж 1741 року в селі було збудовано свою власну невелику дерев'яну Покровську церкву. Пізніше, у 1854 році храм було перебудовано та оновлено.
На час селянської реформи 1861 року у селі проживало 730 жителів і воно перебувало у власності графів Браницьких, управління маєтностями яких знаходилося у містечку Вільшані. В адміністративному відношенні, починаючи з тих же 60-х років і до початку 20-х років ХХ століття, село перебувало у складі Пединівської волості Звенигородського повіту.
Село постраждало внаслідок геноциду українського народу, проведеного окупаційним урядом СССР 1923—1933 та 1946–1947 роках.
У квітні 1923 року село Гнилець увійшло до складу новоутвореного Вільшанського району, ставши водночас і центром сільської Ради, до якої, окрім нього, увійшли ще й два невеликих хутори Мельників та Суржків. На 1 січня 1926 року на території сільської Ради налічувалося 407 дворів та проживало 1 832 жителі. Власне у самому селі на той час було 380 господарств та мешкало 1 697 чоловік, у тому числі 842 особи чоловічої статі та 855 жіночої.
Впродовж всіх цих років, що зрештою були роками найбільшого розквіту села, а також впродовж багатьох попередніх, жителі Гнильця, окрім традиційного землеробства, займалися ще й гончарством, будучи в цій справі неперевершеними майстрами на всю округу та забезпечуючи своїми виробами не тільки жителів Вільшанщини, а й мешканців Звенигородщини, Лисянщини та інших поблизьких районів.
З початком колективізації це ремесло почало поступово занепадати, а згодом уже в середині 60-х років і зовсім забуте. Під час самої ж колективізації у селі було утворено сільськогосподарську артіль імені Третьої П'ятирічки, яка як окремий об'єкт господарювання існувала до 1960 року. Саме того року артіль було розформовано, а на її базі утворено третю виробничу дільницю колгоспу імені Шевченка (пізніше «Батьківщина Шевченка»), центральна садиба якого містилася у селі Моринці. Тоді ж у Гнильці було ліквідовано і сільську Раду з підпорядкуванням його сільській Раді того ж села Моринці. Такі зміни аж ніяк не сприяли подальшому розвитку села, навпаки стали одними з головних чинників його швидкого занепаду, відтак уже у 1979 році чисельність його громади скоротилася до 500 чоловік, у 1989 році до 260, а за переписом 2001 року становила всього лише 197 осіб.
Відповідно до зменшення чисельності населення села занепадали і його виробнича та соціальна інфраструктури, і якщо раніше в ньому працювали молочно-товарна ферма, поштове відділення, неповно-середня школа, клуб, бібліотека, дві крамниці, то вже на початок XXI століття функціонували лише поштове відділення та невелика продуктова крамниця.

## Жителі
В селі народились:
- Зацаринна Ганна Олександрівна — поетесса;
- Ус Анатолій Вікторович (1972—2022) — старший содат Збройних сил України, учасник російсько-української війни.
- Лихошва Микола Петрович - живописець, графік і педагог. Чл. НСХУ (1993). Засл. художник України (2017).